# Quierschied
Quierschied település Németországban, azon belül Saar-vidék tartományban. Lakosainak száma 12 896 fő (2023. december 31.).

## Népesség
A település népességének változása:
| Lakosok száma | 16 544 | 13 777 | 13 108 | 13 030 | 12 816 | 12 907 | 12 896 |
|               | 1975   | 2010   | 2017   | 2019   | 2021   | 2022   | 2023   |